# Drużynowe Mistrzostwa Europy w Lekkoatletyce 2011
| SPAR Drużynowe Mistrzostwa Europy 2011 | SPAR Drużynowe Mistrzostwa Europy 2011 | SPAR Drużynowe Mistrzostwa Europy 2011 | SPAR Drużynowe Mistrzostwa Europy 2011 |
| Liga                                   | Gospodarz                              | Zwycięzca                              |                                        |
| -------------------------------------- | -------------------------------------- | -------------------------------------- | -------------------------------------- |
| Superliga                              | Sztokholm                              | Rosja                                  |                                        |
| I liga                                 | Izmir                                  | Turcja                                 |                                        |
| II liga                                | Nowy Sad                               | Estonia                                |                                        |
| III liga                               | Reykjavík                              | Izrael                                 |                                        |

3. Drużynowe Mistrzostwa Europy w Lekkoatletyce – zawody lekkoatletyczne, które odbyły się w czterech europejskich miastach 18 i 19 czerwca 2011 roku. Reprezentacje rywalizowały w superlidze, I lidze, II lidze oraz III lidze. Organizatorem superligi drużynowych mistrzostw Europy był Sztokholm, zawody I ligi odbyły się w Izmirze, II ligi w Nowym Sadzie, a III ligi w Reykjavíku.

## Superliga

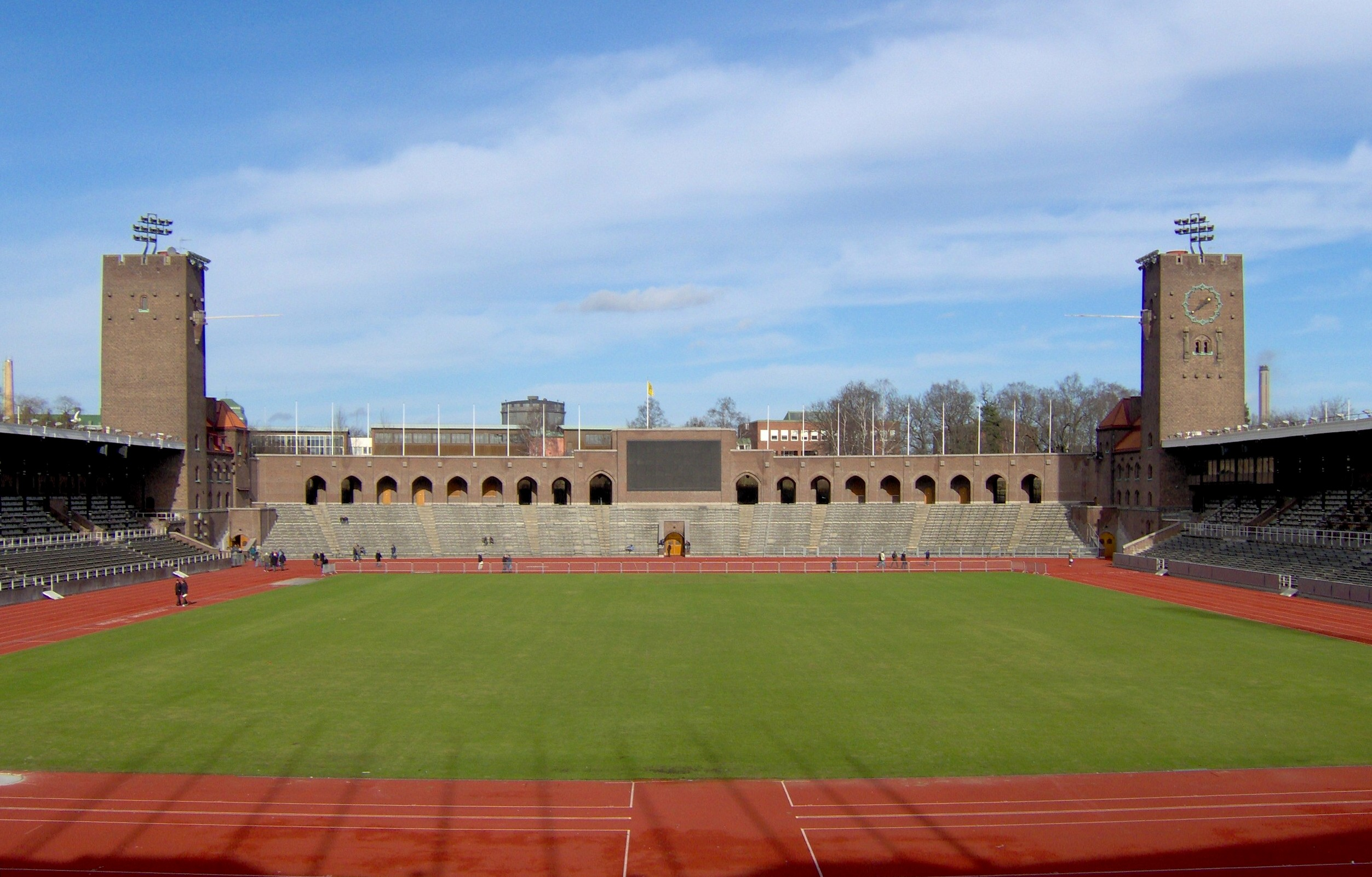
Stadion olimpijski w Sztokholmie

Zawody superligi odbyły się w Sztokholmie na Stadionie Olimpijskim. W imprezie startowało 12 najlepszych lekkoatletycznych drużyn z Europy – w gronie tym znajdują się reprezentacje Czech, Portugalii oraz Szwecji, które po roku wracają do superligi. Sponsorem tytularnym zawodów jest firma Spar, a transmisje do krajów Europy przeprowadziła stacja Eurosport.
Ambasadorami superligi wybrano utytułowanych szwedzkich lekkoatletów: Carolinę Klüft, Christiana Olssona oraz Michela Tornéusa.
Z powodu trudnych warunków pogodowych rywalizację w skoku o tyczce mężczyzn przeniesiono do hali.

### Uczestnicy
| Białoruś  | Portugalia      |
| Czechy    | Rosja           |
| Francja   | Szwecja         |
| Hiszpania | Ukraina         |
| Niemcy    | Wielka Brytania |
| Polska    | Włochy          |

#### Rezultaty
| SB – najlepszy wynik w sezonie \| CR – rekord drużynowych mistrzostw Europy \| NR – rekord kraju |
| WL – najlepszy wynik na świecie w sezonie 2011 \| EL – najlepszy wynik w Europie w sezonie 2011  |

##### Mężczyźni
| Konkurencja                   | 1. miejsce                                                                                       | Rezultat        | 2. miejsce                                                                               | Rezultat   | 3. miejsce                                                                | Rezultat   |
| Bieg na 100 m                 | Christophe Lemaitre                                                                              | 9,95 CR EL NR   | Dwain Chambers                                                                           | 10,07      | Francis Obikwelu                                                          | 10,22      |
| Bieg na 200 m                 | Christophe Lemaitre                                                                              | 20,28 CR        | Kamil Kryński                                                                            | 20,83 SB   | Alaksandr Linnik                                                          | 20,90 SB   |
| Bieg na 400 m                 | Maksim Dyłdin                                                                                    | 45,82 SB        | Thomas Schneider                                                                         | 45,98      | Marco Vistalli                                                            | 45,99      |
| Bieg na 800 m                 | Adam Kszczot                                                                                     | 1:46,50         | Jeff Lastennet                                                                           | 1:46,70    | Gareth Warburton                                                          | 1:46,95 SB |
| Bieg na 1500 m                | Manuel Olmedo                                                                                    | 3:38,63 CR      | Walentin Smirnow                                                                         | 3:38,89 PB | James Shane                                                               | 3:39,21    |
| Bieg na 3000 m                | Juan Carlos Higuero                                                                              | 8:03,43         | Igor Nikołajew                                                                           | 8:03,80    | Rui Silva                                                                 | 8:03,88    |
| Bieg na 5000 m                | Jesús España                                                                                     | 13:39,25 CR     | Serhij Łebid                                                                             | 13:39,75   | Andy Vernon                                                               | 13:40,15   |
| Bieg na 110 m przez płotki    | Andy Turner                                                                                      | 13,42           | Garfield Darien                                                                          | 13,64      | Jackson Quiñónez                                                          | 13,71 SB   |
| Bieg na 400 m przez płotki    | David Greene                                                                                     | 49,21 CR        | Georg Fleischhauer                                                                       | 49,56 PB   | Aleksandr Derewiagin                                                      | 49,70      |
| Bieg na 3000 m z przeszkodami | Vincent Zouaoui Dandrieux                                                                        | 8:30,85         | Steffen Uliczka                                                                          | 8:31,01    | Ildar Minszin                                                             | 8:34,56    |
| Sztafeta 4 × 100 m            | Wielka Brytania · Christian Malcolm · Craig Pickering · James Ellington · Harry Aikines-Aryeetey | 38,60 CR EL     | Francja · Teddy Tinmar · Christophe Lemaitre · Pierre-Alexis Pessonneaux · Ronald Pognon | 38,71      | Niemcy · Alex Schaf · Marius Broening · Tobias Unger · Alex-Platini Menga | 38,92      |
| Sztafeta 4 × 400 m            | Rosja · Maksim Dyłdin · Dmitrij Buriak · Paweł Trenichin · Denis Aleksiejew                      | 3:02,42 EL      | Francja · Nicolas Fillon · Teddy Venel · Mamoudou Hanne · Mame-Ibra Anne                 | 3:03,33    | Niemcy · David Gollnow · Jonas Plass · Benjamin Jonas · Thomas Schneider  | 3:04,10    |
| Skok wzwyż                    | Dmytro Demjaniuk                                                                                 | 2,35 =WL =EL CR | Aleksiej Dmitrik                                                                         | 2,31       | Jaroslav Bába Raúl Spank                                                  | 2,28       |
| Skok o tyczce                 | Maksym Mazuryk                                                                                   | 5,72 SB         | Malte Mohr                                                                               | 5,72       | Aleksandr Gripicz                                                         | 5,60 SB    |
| Skok w dal                    | Aleksandr Mieńkow                                                                                | 8,20 CR         | Michel Tornéus                                                                           | 8,19 PB    | Christopher Tomlinson                                                     | 8,12 SB    |
| Trójskok                      | Fabrizio Schembri                                                                                | 16,95w          | Dzmitry Platnitski                                                                       | 16,81w     | Wiktor Kuzniecow                                                          | 16,79w     |
| Pchnięcie kulą                | David Storl                                                                                      | 20,81           | Tomasz Majewski                                                                          | 20,51      | Andrej Michniewicz                                                        | 20,40      |
| Rzut dyskiem                  | Robert Harting                                                                                   | 65,63           | Frank Casañas                                                                            | 62,43      | Piotr Małachowski                                                         | 61,66      |
| Rzut młotem                   | Markus Esser                                                                                     | 79,28           | Paweł Fajdek                                                                             | 76,98 PB   | Ołeksij Sokyrski                                                          | 76,96 PB   |
| Rzut oszczepem                | Siergiej Makarow                                                                                 | 81,20           | Gabriel Wallin                                                                           | 80,88 PB   | Matthias de Zordo                                                         | 77,86      |

##### Kobiety
| Konkurencja                   | 1. miejsce                                                                          | Rezultat    | 2. miejsce                                                                                      | Rezultat   | 3. miejsce                                                                          | Rezultat    |
| Bieg na 100 m                 | Véronique Mang                                                                      | 11,23 CR    | Ołesia Powch                                                                                    | 11,28      | Aleksandra Fiedoriwa                                                                | 11,34       |
| Bieg na 200 m                 | Marija Riemień                                                                      | 23,10       | Julija Czermoszanska                                                                            | 23,40      | Cathleen Tschirch                                                                   | 23,45 SB    |
| Bieg na 400 m                 | Antonina Jefremowa                                                                  | 51,02       | Denisa Rosolová                                                                                 | 51,37      | Shana Cox                                                                           | 51,49       |
| Bieg na 800 m                 | Maria Sawinowa                                                                      | 1:58,75     | Jennifer Meadows                                                                                | 1:59,47    | Lilija Łobanowa                                                                     | 2:00,18     |
| Bieg na 1500 m                | Charlene Thomas                                                                     | 4:06,85 SB  | Jekatierina Martynowa                                                                           | 4:07,08    | Anna Miszczenko                                                                     | 4:07,27     |
| Bieg na 3000 m                | Olesia Syrjewa                                                                      | 8:53,20 EL  | Natalia Tobias                                                                                  | 8:54,16 SB | Natalia Rodríguez                                                                   | 8:55,09     |
| Bieg na 5000 m                | Dolores Checa                                                                       | 15:16,89    | Jelena Zadorożnaja                                                                              | 15:28,65   | Helen Clitheroe                                                                     | 15:33,03 PB |
| Bieg na 100 m przez płotki    | Tatiana Dektjarewa                                                                  | 13,16 SB    | Alina Tałaj                                                                                     | 13,19      | Marzia Caravelli                                                                    | 13,21       |
| Bieg na 400 m przez płotki    | Zuzana Hejnová                                                                      | 53,87 CR NR | Natalia Antiuch                                                                                 | 54,52 SB   | Perri Shakes-Drayton                                                                | 55,06       |
| Bieg na 3000 m z przeszkodami | Gulnara Gałkina                                                                     | 9:31,20     | Sara Moreira                                                                                    | 9:35,11    | Jana Sussman                                                                        | 9:43,23 PB  |
| Sztafeta 4 × 100 m            | Ukraina · Ołesia Powch · Natalija Pohrebniak · Marija Riemień · Hrysytna Stuy       | 42,85 EL CR | Rosja · Jekaterina Worenenkowa · Aleksandra Fiedoriwa · Julija Guszczina · Julija Czermoszanska | 43,12      | Niemcy · Johanna Kedzierski · Marion Wagner · Cathleen Tschirch · Leena Günther     | 43,37       |
| Sztafeta 4 × 400 m            | Rosja · Ksienija Wdowina · Ksienija Zadorina · Tatiana Firowa\| · Ludmiła Litwinowa | 3:27,17 EL  | Wielka Brytania · Kelly Massey · Nicola Sanders · Lee McConnell · Perri Shakes-Drayton          | 3:27,21    | Ukraina · Ksenija Karandiuk · Alina Lohwynenko · Julia Baralej · Antonina Jefremowa | 3:28,13     |
| Skok wzwyż                    | Emma Green                                                                          | 1,89        | Wiktorija Stiopina                                                                              | 1,89       | Ruth Beitia                                                                         | 1,89        |
| Skok o tyczce                 | Anna Rogowska                                                                       | 4,75 WL CR  | Silke Spiegelburg                                                                               | 4,75 WL CR | Jiřina Ptáčníková                                                                   | 4,60 SB     |
| Skok w dal                    | Daria Kliszyna                                                                      | 6,74        | Carolina Klüft                                                                                  | 6,73 SB    | Éloyse Lesueur                                                                      | 6,60        |
| Trójskok                      | Olha Saładucha                                                                      | 14,85 CR    | Simona La Mantia                                                                                | 14,29      | Patricia Sarrapio                                                                   | 14,10 =PB   |
| Pchnięcie kulą                | Nadine Kleinert                                                                     | 17,81       | Anna Awdiejewa                                                                                  | 17,33      | Chiara Rosa                                                                         | 17,18       |
| Rzut dyskiem                  | Kateryna Karsak                                                                     | 63,35       | Daria Piszczalnikowa                                                                            | 61,09      | Żaneta Glanc                                                                        | 59,29       |
| Rzut młotem                   | Betty Heidler                                                                       | 73,43       | Tatiana Łysenko                                                                                 | 71,44      | Kateřina Šafránková                                                                 | 69,39 PB    |
| Rzut oszczepem                | Christina Obergföll                                                                 | 66,22 WL    | Goldie Sayers                                                                                   | 64,46 SB   | Barbora Špotáková                                                                   | 64,40       |

### Klasyfikacja generalna
Drużyny z trzech ostatnich miejsc w sezonie 2013 wystąpią w rywalizacji I ligi.
| Pozycja | Reprezentacja   | Punkty |
| ------- | --------------- | ------ |
| 1       | Rosja           | 385    |
| 2       | Niemcy          | 331,5  |
| 3       | Ukraina         | 304    |
| 4       | Wielka Brytania | 289    |
| 5       | Francja         | 284    |
| 6       | Polska          | 264    |
| 7       | Hiszpania       | 246    |
| 8       | Włochy          | 237    |
| 9       | Białoruś        | 220    |
| 10      | Czechy          | 211    |
| 11      | Portugalia      | 177,5  |
| 12      | Szwecja         | 159    |

### Rekordy
Podczas zawodów ustanowiono 3 krajowe rekordy w kategorii seniorów:
| Zawodnik              | Reprezentacja | Konkurencja                | Rezultat |
| --------------------- | ------------- | -------------------------- | -------- |
| Maria Eleonor Tavares | Portugalia    | skok o tyczce              | 4,40     |
| Christophe Lemaitre   | Francja       | bieg na 100 m              | 9,95     |
| Zuzana Hejnová        | Czechy        | bieg na 400 m przez płotki | 53,87    |

A także liczne rekordy drużynowych mistrzostw Europy.

## Niższe ligi

### I liga
Zawody I ligi odbyły się na Stadionie im. Atatürka w Izmirze. W Turcji rywalizowało 12 drużyn, wśród nich trzy, które spadły w 2010 roku z superligi (Finlandia, Grecja oraz Norwegia) i dwie, które wywalczyły awans z II ligi (Chorwacja i Szwajcaria).
Rywalizacja w Izmirze zakończyła się zwycięstwem Turcji, która wyprzedziła Grecję i Norwegię – te trzy drużyny awansowały do superligi. Do niższej ligi spadły zespoły Chorwacji i Słowenii.

#### Uczestnicy
| Belgia    | Norwegia   |
| Chorwacja | Rumunia    |
| Finlandia | Słowenia   |
| Grecja    | Szwajcaria |
| Irlandia  | Turcja     |
| Holandia  | Węgry      |

#### Rezultaty

##### Mężczyźni
| Konkurencja                   | 1. miejsce                                                                 | Rezultat   | 2. miejsce                                                                             | Rezultat     | 3. miejsce                                                                                  | Rezultat    |
| Bieg na 100 m                 | Jaysuma Saidy Ndure                                                        | 10,19      | Patrick van Luijk                                                                      | 10,34        | Cédric Nabe                                                                                 | 10,40       |
| Bieg na 200 m                 | Jaysuma Saidy Ndure                                                        | 20,32      | Jonathan Åstrand                                                                       | 20,50 PB     | Jonathan Borlée                                                                             | 20,56       |
| Bieg na 400 m                 | Kevin Borlée                                                               | 45,61      | Marcell Deák-Nagy                                                                      | 46,01 NJR PB | Serdar Tamac                                                                                | 46,43 NR PB |
| Bieg na 800 m                 | Tamás Kazi                                                                 | 1:50.76    | Wouter de Boer                                                                         | 1:51.21      | Žan Rudolf                                                                                  | 1:51.37     |
| Bieg na 1500 m                | Kemal Koyuncu                                                              | 4:01,51    | Andreas Dimitrakis                                                                     | 4:01,64      | Thomas Solberg Eide                                                                         | 4:01,86     |
| Bieg na 3000 m                | Kemal Koyuncu                                                              | 8:10,69 SB | Dennis Licht                                                                           | 8:10,95      | Kim Ruell                                                                                   | 8:10,96 SB  |
| Bieg na 5000 m                | Mert Girmalegesse                                                          | 14:00,97   | Sondre Nordstad Moen                                                                   | 14:03,25     | Philipp Bandi                                                                               | 14:05,50    |
| Bieg na 3000 m z przeszkodami | Halil Akkaş                                                                | 8:45,01 SB | Jukka Keskisalo                                                                        | 8:45,73      | Bjørnar Ustad Kristensen                                                                    | 8:46,70     |
| Bieg na 110 m przez płotki    | Gregory Sedoc                                                              | 13,39      | Dániel Kiss                                                                            | 13,46 SB     | Konstantinos Douvalidis                                                                     | 13,51       |
| Bieg na 400 m przez płotki    | Periklis Jakowakis                                                         | 50,26 SB   | Michael Bultheel                                                                       | 50,37        | Tibor Koroknai                                                                              | 51,28       |
| Sztafeta 4 × 100 m            | Szwajcaria · Cédric Nabe · Alex Wilson · Reto Schenkel · Pascal Mancini    | 39,20      | Holandia · Mike van Kruchten · Giovanni Codrington · Jerrel Feller · Patrick van Luijk | 39,30        | Irlandia · Jason Smyth · Paul Hession · Chris Russell · Steven Colvert                      | 39,61       |
| Sztafeta 4 × 400 m            | Belgia · Arnaud Destatte · Antoine Gillet · Jonathan Borlée · Kevin Borlée | 3:01,59    | Turcja · Ali Ekber Kaya · Mehmet Güzel · Yavuz Can · Serdar Tamac                      | 3:05,32      | Grecja · Dimitros Gravalos · Mihail Dardaneliotis · Sotirios Iakovakis · Periklis Jakowakis | 3:06,30     |
| Skok wzwyż                    | Dimítrios Hondrokoúkis                                                     | 2,32 PB    | Rožle Prezelj                                                                          | 2,20         | Mihai Donisan                                                                               | 2,15        |
| Skok o tyczce                 | Konstantinos Filippidis                                                    | 5,40       | Jansen Robbert                                                                         | 5,15         | Andrej Poljanec                                                                             | 5,00        |
| Skok w dal                    | Luis Tsatumas                                                              | 7,90       | Roni Ollikainen                                                                        | 7,67 SB      | Nicolas Stempnick                                                                           | 7,58 SB     |
| Trójskok                      | Marian Oprea                                                               | 16,83      | Stavros Yeoryiou                                                                       | 16,02 SB     | Sindre Almsengen                                                                            | 15,57 SB    |
| Pchnięcie kulą                | Lajos Kürthy                                                               | 19,02      | Mihail Stamatoyiannis                                                                  | 18,79        | Marin Premeru                                                                               | 18,64       |
| Rzut dyskiem                  | Róbert Fazekas                                                             | 62,31      | Mikko Kyyrö                                                                            | 62,09        | Ercüment Olgundeniz                                                                         | 61,98       |
| Rzut młotem                   | Krisztián Pars                                                             | 80,14 CR   | Eşref Apak                                                                             | 74,20        | Eivind Henriksen                                                                            | 73,35       |
| Rzut oszczepem                | Ari Mannio                                                                 | 81,24      | Fatih Avan                                                                             | 77,31        | Matija Kranjc                                                                               | 75,94       |

##### Kobiety
| Konkurencja                   | 1. miejsce                                                                | Rezultat   | 2. miejsce                                                                    | Rezultat   | 3. miejsce                                                                       | Rezultat    |
| Bieg na 100 m                 | Ezinne Okparaebo                                                          | 11,48      | Andreea Ograzeanu                                                             | 11,55      | Dafne Schippers                                                                  | 11,57       |
| Bieg na 200 m                 | Jamile Samuel                                                             | 23,28 SB   | Sabina Veit                                                                   | 23,41 SB   | Ezinne Okparaebo                                                                 | 23,43 PB    |
| Bieg na 400 m                 | Bianca Razor                                                              | 52,56 PB   | Pinar Saka                                                                    | 52,73      | Agni Derveni                                                                     | 53,13       |
| Bieg na 800 m                 | Yeliz Kurt                                                                | 2:01,95 SB | Yvonne Hak                                                                    | 2:02,33    | Eleni Filandra                                                                   | 2:02,50 SB  |
| Bieg na 1500 m                | Ingvill Makestad Bovim                                                    | 4:25,92 SB | Johanna Lehtinen                                                              | 4:26,05    | Sultan Haydar                                                                    | 4:26,50     |
| Bieg na 3000 m                | Sultan Haydar                                                             | 9:11,60 PB | Sabine Fischer                                                                | 9:12,94    | Sigrid Vanden Bempt                                                              | 9:13,54 SB  |
| Bieg na 5000 m                | Alemitu Bekele Degfa                                                      | 15:37,15   | Fionnuala Britton                                                             | 15:37,78   | Karoline Bjerkeli Grøvdal                                                        | 15:44,92 SB |
| Bieg na 3000 m z przeszkodami | Binnaz Uslu                                                               | 9:40,29 PB | Karoline Bjerkeli Grøvdal                                                     | 9:46,07 SB | Cristina Casandra                                                                | 9:50,73 SB  |
| Bieg na 100 m przez płotki    | Christina Vukicevic                                                       | 12,87      | Lisa Urech                                                                    | 12,90      | Marina Tomic                                                                     | 13,10 PB    |
| Bieg na 400 m przez płotki    | Élodie Ouédraogo                                                          | 55,74 SB   | Stine Tomb                                                                    | 56,38 PB   | Birsen Engin                                                                     | 56,50 SB    |
| Sztafeta 4 × 100 m            | Holandia · Dafne Schippers · Anouk Hagne · Kadene Vassell · Jamile Samuel | 43,90      | Belgia · Justine Desondre · Hanna Mariën · Élodie Ouédraogo · Anne Zagré      | 44,49      | Szwajcaria · Mujinga Kambundji · Jacqueline Gasser · Clelia Reuse · Lea Sprunger | 44,50       |
| Sztafeta 4 × 400 m            | Turcja · Birsen Engin · Merve Aydın · Meliz Redif · Pinar Saka            | 3:29,40 NR | Irlandia · Joanne Cuddihy · Marian Heffernan · Claire Bergin · Michelle Carey | 3:31,25    | Rumunia · Adelina Pastor · Mihaela Nunu · Sanda Belgyan · Bianca Razor           | 3:33,96     |
| Skok wzwyż                    | Ana Šimić                                                                 | 1,92 =PB   | Esthera Petre Tonje Angelsen                                                  | 1,89       |                                                                                  |             |
| Skok o tyczce                 | Nikoléta Kiriakopoúlou                                                    | 4,30       | Nicole Büchler                                                                | 4,15       | Cathrine Larsåsen                                                                | 4,15 SB     |
| Skok w dal                    | Viorica Tigau                                                             | 6,50       | Irene Pusterla                                                                | 6,50       | Nina Kolaric                                                                     | 6,40        |
| Trójskok                      | Paraskevi Papahristou                                                     | 14,09      | Adelina Gavrilă                                                               | 13,87      | Snežana Rodic                                                                    | 13,56       |
| Pchnięcie kulą                | Melissa Boekelman                                                         | 17,62      | Anita Marton                                                                  | 16,82      | Nilgün Öztürk                                                                    | 14,93       |
| Rzut dyskiem                  | Nicoleta Grasu                                                            | 60,85      | Monique Jansen                                                                | 57,87      | Tanja Komulainen                                                                 | 55,06       |
| Rzut młotem                   | Bianca Perie                                                              | 70,37 SB   | Merja Korpela                                                                 | 68,68 SB   | Alexandra Papageorgiou                                                           | 64,13       |
| Rzut oszczepem                | Martina Ratej                                                             | 61,53      | Sanni Utriainen                                                               | 57,46      | Sávva Líka                                                                       | 57,02       |

#### Klasyfikacja generalna
| Pozycja | Reprezentacja | Punkty |
| ------- | ------------- | ------ |
| 1       | Turcja        | 329    |
| 2       | Grecja        | 307,5  |
| 3       | Norwegia      | 290    |
| 4       | Rumunia       | 282,5  |
| 5       | Holandia      | 278    |
| 6       | Węgry         | 265    |
| 7       | Szwajcaria    | 251,5  |
| 8       | Finlandia     | 248    |
| 9       | Belgia        | 245,5  |
| 10      | Irlandia      | 224,5  |
| 11      | Słowenia      | 200,5  |
| 12      | Chorwacja     | 178    |

#### Rekordy
Podczas zawodów ustanowiono 6 krajowych rekordów w kategorii seniorów:
| Zawodnik                                                    | Reprezentacja | Konkurencja        | Rezultat |
| ----------------------------------------------------------- | ------------- | ------------------ | -------- |
| Brenda Baar                                                 | Holandia      | trójskok           | 13,51    |
| Serdar Tamaç                                                | Turcja        | bieg na 400 m      | 46,43    |
| İsmail Aslan Sezai Özkaya İzzet Safer Yiğitcan Hekimoglu    | Turcja        | sztafeta 4 × 100 m | 40,00    |
| Sema Apak Birsen Engin Meliz Redif Nimet Karakuş            | Turcja        | sztafeta 4 × 100 m | 44,71    |
| Sandra Parlov Anita Banović Marina Banović Andrea Ivančević | Chorwacja     | sztafeta 4 × 100 m | 45,14    |
| Birsen Engin Merve Aydın Meliz Redif Pınar Saka             | Turcja        | sztafeta 4 × 400 m | 3:29,40  |

### II liga

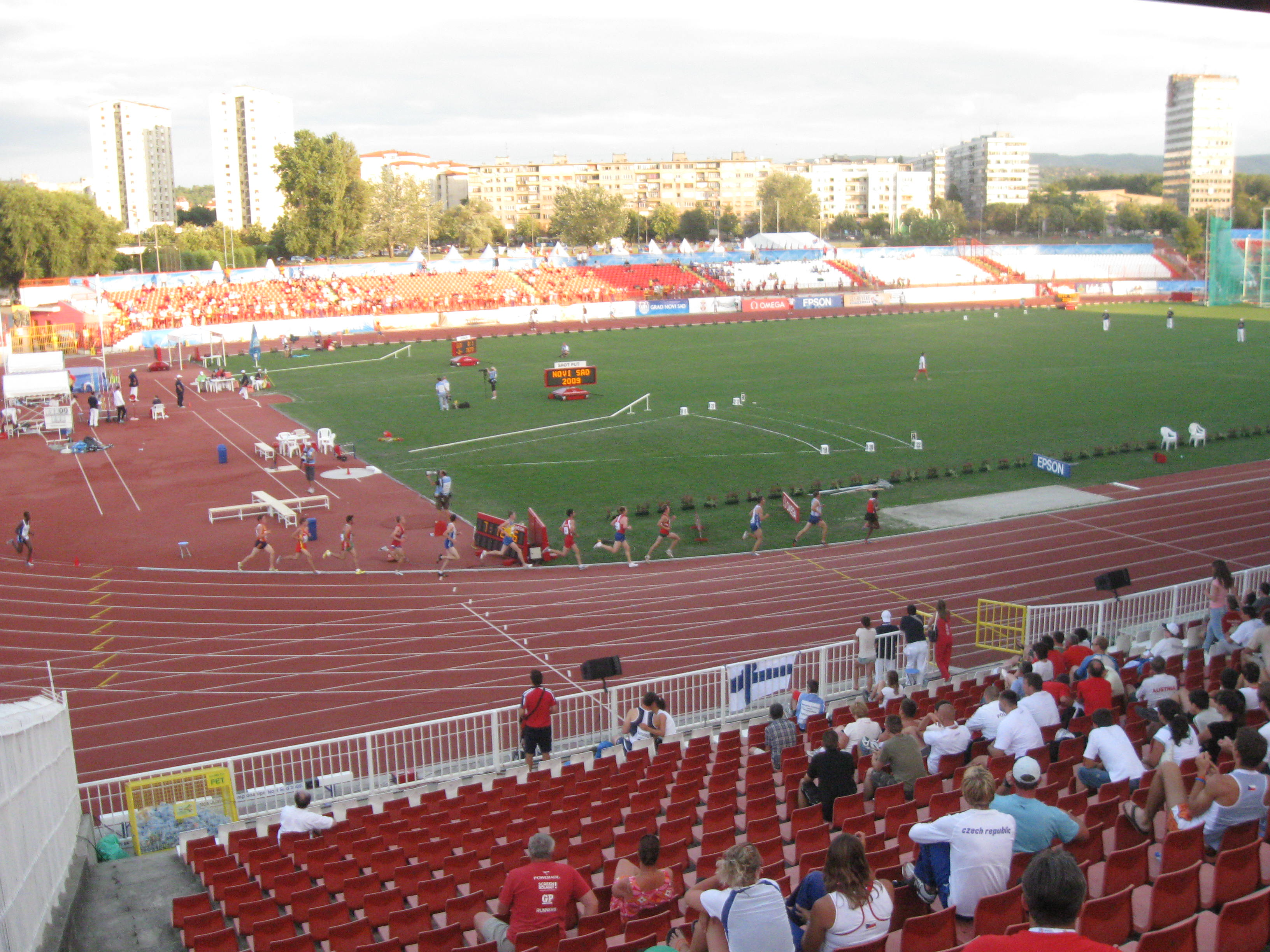
Stadion w Nowym Sadzie

Zawody II ligi odbyły się w Nowym Sadzie na Stadionie Karađorđe – Serbia była gospodarzem zawodów II ligi drugi rok z rzędu (w 2010 roku imprezę przeprowadzono w Belgradzie). W 2009 roku obiekt w Nowym Sadzie był areną mistrzostw Europy juniorów. W imprezie startowało osiem zespołów w tym dwa, które spadły z I ligi (Litwa i Estonia) oraz dwa, które wywalczyły awans z III ligi (Bułgaria i Dania).

#### Uczestnicy
| Austria  | Litwa    |
| Bułgaria | Łotwa    |
| Dania    | Serbia   |
| Estonia  | Słowacja |

#### Rezultaty

##### Mężczyźni
| Konkurencja                   | 1. miejsce                                                                 | Rezultat   | 2. miejsce                                                                | Rezultat     | 3. miejsce                                                                           | Rezultat    |
| Bieg na 100 m                 | Rytis Sakalauskas                                                          | 10,34      | Elvijs Misans                                                             | 10,51        | Petar Kremenski                                                                      | 10,50       |
| Bieg na 200 m                 | Marek Niit                                                                 | 20,75      | Petar Kremenski                                                           | 21,07        | Martynas Jurgilas                                                                    | 21,16       |
| Bieg na 400 m                 | Krasimir Braikow                                                           | 46,36 PB   | Marek Niit                                                                | 46,50 PB     | Nick Ekelund-Arenander                                                               | 47,34       |
| Bieg na 800 m                 | Andreas Vojta                                                              | 1:50,29    | Andreas Bube                                                              | 1:50,37 SB   | Vitalij Kozlov                                                                       | 1:50,74     |
| Bieg na 1500 m                | Goran Nava                                                                 | 3:44,49 SB | Morten Toft Munkholm                                                      | 3:45,47      | Jozef Pelikan                                                                        | 3:45,85 PB  |
| Bieg na 3000 m                | Tiidrek Nurme                                                              | 8:22,81 SB | Andreas Bueno                                                             | 8:22,99      | Mirko Petrović                                                                       | 8:23,77     |
| Bieg na 5000 m                | Jakob Hannibal                                                             | 14:25,94   | Mirko Petrović                                                            | 14:27,83 SB  | Sergei Terepannikov                                                                  | 14:32,23 PB |
| Bieg na 3000 m z przeszkodami | Kaur Kivistik                                                              | 8:56,84 PB | Justinas Berzanskis                                                       | 8:57,46      | Mitko Tsenov                                                                         | 9:01,52 PB  |
| Bieg na 110 m przez płotki    | Viliam Papso                                                               | 14,16      | Mantas Šilkauskas                                                         | 14,17        | Andreas Martinsen                                                                    | 14,31       |
| Bieg na 400 m przez płotki    | Emir Bekric                                                                | 50,35 PB   | Rasmus Mägi                                                               | 51,17 PB NJR | Lazar Katuchew                                                                       | 51,95 SB    |
| Sztafeta 4 × 100 m            | Dania · Andreas Trajkovski · Jesper Simonsen · Mike Kalisz · Morten Jensen | 39,71 NR   | Estonia · Rasmus Rooks · Richard Pulst · Markus Ellisaar · Marek Niit     | 40,23        | Austria · Benjamin Grill · Ekemini Bassey · Dominik Distelberger · Bernhard Chudarek | 40,23       |
| Sztafeta 4 × 400 m            | Estonia · Kristjan Kangur · Marek Niit · Rivar Tipp · Rasmus Mägi          | 3:08,16 NR | Dania · Jacob Riis · Andreas Bube · Nicklas Hyde · Nick Ekelund-Arenander | 3:09,27      | Bułgaria · Georgi Georgijew · Radosław Stefanow · Petar Kremenski · Krasimir Braikow | 3:10,67     |
| Skok wzwyż                    | Wiktor Ninow                                                               | 2,28 PB    | Raivydas Stanys                                                           | 2,18         | Karl Lumi                                                                            | 2,14        |
| Skok o tyczce                 | Mareks Ārents                                                              | 5,30 =PB   | Spas Buchałow                                                             | 5,15         | Veiko Kriisk                                                                         | 4,92        |
| Skok w dal                    | Povilas Mykolaitis                                                         | 8,03       | Morten Jensen                                                             | 8,01         | Nikołaj Atanasow                                                                     | 7,71        |
| Trójskok                      | Anders Møller                                                              | 16,15      | Igor Syunin                                                               | 16,04        | Mantas Dilys                                                                         | 15,95       |
| Pchnięcie kulą                | Māris Urtāns                                                               | 20,31      | Asmir Kolašinac                                                           | 20,09        | Kim Christensen                                                                      | 18,79       |
| Rzut dyskiem                  | Märt Israel                                                                | 62,91      | Aleksas Abromavičius                                                      | 59,91        | Gerhard Mayer                                                                        | 59,90       |
| Rzut młotem                   | Libor Charfreitag                                                          | 77,69 SB   | Ainars Vaiculens                                                          | 70,99 SB     | Torben Wolf                                                                          | 62,48       |
| Rzut oszczepem                | Risto Mätas                                                                | 79,55      | Kolio Neszew                                                              | 72,13        | Ansis Brūns                                                                          | 71,73       |

##### Kobiety
| Konkurencja                   | 1. miejsce                                                                            | Rezultat    | 2. miejsce                                                                          | Rezultat    | 3. miejsce                                                                               | Rezultat     |
| Bieg na 100 m                 | Iwet Łałowa                                                                           | 11,20       | Lina Grinčikaitė                                                                    | 11,58       | Grit Šadeiko                                                                             | 11,81 PB     |
| Bieg na 200 n                 | Iwet Łałowa                                                                           | 23,71       | Anna Olsson                                                                         | 24,87 SB    | Doris Roser                                                                              | 25,02        |
| Bieg na 400 m                 | Wania Stambołowa                                                                      | 50,98 SB CR | Maris Mägi                                                                          | 52,51       | Agnė Orlauskaitė                                                                         | 53,31        |
| Bieg na 800 m                 | Lucia Klocová                                                                         | 2:02,24     | Eglė Balčiūnaitė                                                                    | 2:02,83     | Teodora Kolarowa                                                                         | 2:03,58 SB   |
| Bieg na 1500 m                | Marina Munćan                                                                         | 4:19,28     | Jennifer Wenth                                                                      | 4:22,49     | Agatha Strausa                                                                           | 4:24,49      |
| Bieg na 3000 m                | Jennifer Wenth                                                                        | 9:31,57 SB  | Daniela Jordanowa                                                                   | 9:38,49 SB  | Laura Suur                                                                               | 9:40,54 PB   |
| Bieg na 5000 m                | Ana Subotic                                                                           | 16:32,61 SB | Jekaterina Patjuk                                                                   | 16:33,33 PB | Silvia Danekowa                                                                          | 16:36,79 PB  |
| Bieg na 3000 m z przeszkodami | Jekaterina Patjuk                                                                     | 10:04,15 SB | Ana Subotic                                                                         | 10:15,18 SB | Silvia Danekowa                                                                          | 10:21,59 SB  |
| Bieg na 100 m przez płotki    | Sonata Tamošaitytė                                                                    | 13,17       | Beate Schrott                                                                       | 13,32       | Grit Šadeiko                                                                             | 13,63        |
| Bieg na 400 m przez płotki    | Wania Stambołowa                                                                      | 53,70       | Sara Petersen                                                                       | 57,52 SB    | Mila Andric                                                                              | 59,47        |
| Sztafeta 4 × 100 m            | Bułgaria · Inna Eftimowa · Monika Gachewska · Galina Nikołowa · Iwet Łałowa           | 44,59       | Litwa · Silva Pesackaite · Agne Orlauskaite · Sonata Tamošaitytė · Lina Grinčikaitė | 44,67       | Austria · Marina Kraushofer · Victoria Schreibeis · Beate Schortt · Doris Roser          | 45,52        |
| Sztafeta 4 × 400 m            | Bułgaria · Wania Stambołowa · Monika Gachewska · Teodora Kolarowa · Violeta Metodiewa | 3:37,10     | Estonia · Dane Must · Maria Leosk · Hege Mardiste · Maris Mägi                      | 3:40,62     | Litwa · Kristina Jasinskaite · Eglė Balčiūnaitė · Aine Valatkeviciute · Agne Orlauskaire | 3:40,74      |
| Skok wzwyż                    | Wenelina Wenewa-Mateewa                                                               | 1,91        | Airinė Palšytė                                                                      | 1,89 SB     | Natālija Čakova                                                                          | 1,86 SB      |
| Skok o tyczce                 | Caroline Bonde Holm                                                                   | 4,20 SB     | Jelena Radinovic-Savic                                                              | 4,05 SB     | Daniela Hoolwarth                                                                        | 4,00         |
| Skok w dal                    | Ivana Španović                                                                        | 6,58        | Lauma Grīva                                                                         | 6,42 SB     | Renata Medgyesova                                                                        | 6,27         |
| Trójskok                      | Dana Velďáková                                                                        | 13,89       | Andriana Banova                                                                     | 13,81       | Veera Baranova                                                                           | 13,64        |
| Pchnięcie kulą                | Austra Skujytė                                                                        | 16,39 SB    | Radosława Mawrodiewa                                                                | 16,25       | Linda Treiel                                                                             | 14,95 PB     |
| Rzut dyskiem                  | Dragana Tomašević                                                                     | 60,57       | Eha Rünne                                                                           | 48,91       | Ivona Tomanova                                                                           | 47,46        |
| Rzut młotem                   | Martina Hrašnová                                                                      | 68,09       | Julia Siart                                                                         | 56,92 SB    | Sara Savatovic                                                                           | 54,96 PB NJR |
| Rzut oszczepem                | Madara Palameika                                                                      | 63,46 SB    | Indrė Jakubaitytė                                                                   | 58,86       | Elisabeth Eberl                                                                          | 52,90        |

#### Klasyfikacja generalna
| Pozycja | Reprezentacja | Punkty |
| ------- | ------------- | ------ |
| 1       | Estonia       | 218    |
| 2       | Bułgaria      | 215,5  |
| 3       | Serbia        | 188,5  |
| 4       | Litwa         | 185    |
| 5       | Dania         | 175    |
| 6       | Austria       | 172    |
| 7       | Łotwa         | 147    |
| 8       | Słowacja      | 134,5  |

#### Rekordy
Podczas zawodów ustanowiono 2 krajowe rekordów w kategorii seniorów:
| Zawodnik | Reprezentacja | Konkurencja        | Rezultat |
| -------- | ------------- | ------------------ | -------- |
|          | Dania         | sztafeta 4 × 100 m | 39,71    |
|          | Estonia       | sztafeta 4 × 400 m | 3:08,16  |

### III liga
W najniższej lidze było aż 15 zespołów w tym drużyna małych krajów Europy. Zawody odbyły się w stolicy Islandii Reykjavíku. W gronie ekip znajdowały się dwie, które spadły z II ligi, czyli Izrael i Mołdawia.
Testy antydopingowe przeprowadzone u zwycięzcy konkursu pchnięcia kulą mężczyzn – Mołdawianina Ivana Emilianova (19,41) wykazały stosowanie niedozwolonych substancji, zatem jego wynik został anulowany.

#### Uczestnicy
| Reprezentacja małych krajów Europy | Gruzja             |
| Albania                            | Islandia           |
| Andora                             | Izrael             |
| Armenia                            | Luksemburg         |
| Azerbejdżan                        | Macedonia Północna |
| Bośnia i Hercegowina               | Malta              |
| Cypr                               | Mołdawia           |
| Czarnogóra                         |                    |

#### Rezultaty

##### Mężczyźni
| Konkurencja                   | 1. miejsce                                                                         | Rezultat    | 2. miejsce                                                               | Rezultat    | 3. miejsce                                                                               | Rezultat    |
| Bieg na 100 m                 | Rusłan Abbasow                                                                     | 10,22w      | Dmitriy Glushchenko                                                      | 10,48w      | Panayiotis Ioannou                                                                       | 10,52w      |
| Bieg na 200 m                 | Rusłan Abbasow                                                                     | 20,99       | Dmitriy Glushchenko                                                      | 21,17       | Anthos Christofides                                                                      | 21,70 PB    |
| Bieg na 400 m                 | Hakim Ibrahimov                                                                    | 47,76       | Endrik Zilbershtein                                                      | 47,81 SB    | Andrei Daranuta                                                                          | 48,82       |
| Bieg na 800 m                 | Dustin Emrani                                                                      | 1:50,84     | Dušan Babić                                                              | 1:51,15     | Anar Yusifov                                                                             | 1:51.53     |
| Bieg na 1500 m                | Ion Luchianov                                                                      | 3:50,39     | Christos Dimitriou                                                       | 3:50,62 PB  | Getahon Yemar                                                                            | 3:51,18 PB  |
| Bieg na 3000 m                | Amine Khadiri                                                                      | 8:19,68 PB  | Pol Mellina                                                              | 8:20,16 PB  | Kári Steinn Karlsson                                                                     | 8:21,17 SB  |
| Bieg na 5000 m                | Moges Tesseme                                                                      | 14:05,55 SB | Tilahun Aliyev                                                           | 14:23,43 PB | Kári Steinn Karlsson                                                                     | 14:29,49 SB |
| Bieg na 3000 m z przeszkodami | Ion Luchianov                                                                      | 8:54,70     | Noam Ne'Eman                                                             | 9:09,22 SB  | Ashot Hayrapetyan                                                                        | 9:10,03 PB  |
| Bieg na 110 m przez płotki    | Rahib Mammadov                                                                     | 14,20       | Claude Godart                                                            | 14,30       | Adnan Malkić                                                                             | 14,55       |
| Bieg na 400 m przez płotki    | Alexei Cravcenko                                                                   | 51,86 PB    | Ibrahim Ahmadov                                                          | 52,30 SB    | Minas Alozidis                                                                           | 52,53 SB    |
| Sztafeta 4 × 100 m            | Azerbejdżan · Rahib Mammadov · Vugar Mehdiyev · Rusłan Abbasow · Valentin Bulychov | 40,91       | Izrael · Micky Bar-Yeoshua · Dmitriy Glushchenko · Asaf Malka · Ram Mor  | 40,94       | Cypr · Kyriakos Antoniou · Anthos Kristofides · Panayiotis Ioannou · Vasilios Polykarpou | 41,37       |
| Sztafeta 4 × 400 m            | Azerbejdżan · Arif Abbasov · Ibrahim Ahmadov · Valentin Bulychov · Hakim Ibrahimov | 3:13,71     | Izrael · Youri Bikhman · German Florentz · Yuriy Shapsai · Dustin Emrani | 3:16,30     | Bośnia i Hercegowina · Saša Kecman · Amel Tuka · Dušan Babić · Ilija Cvijetić            | 3:17,16     |
| Skok wzwyż                    | Dmitriy Kroyter                                                                    | 2,18        | Radu Tucan                                                               | 2,18 SB     | Zurabi Gogotchuri                                                                        | 2,05        |
| Skok o tyczce                 | Yevgeniy Olhovskiy                                                                 | 5,05        | Nikandros Stylianou                                                      | 5,00        | Bjarki Gíslason                                                                          | 4,80 PB     |
| Skok w dal                    | Vardan Pahlevanyan                                                                 | 7,90w       | Kristinn Torfason                                                        | 7,78w       | Alexandru Cuharenco                                                                      | 7,52 SB     |
| Trójskok                      | Vladimir Letnicov                                                                  | 16,07 SB    | Yochai Halevi                                                            | 16,05       | Zacharias Arnos                                                                          | 15,79       |
| Pchnięcie kulą                | Kemal Mesic                                                                        | 19,25       | Ódinn Björn Thorsteinsson                                                | 18,75       | Benik Abrahamian                                                                         | 18,03       |
| Rzut dyskiem                  | Apostolos Parelis                                                                  | 58,27 SB    | Vadim Hranovschi                                                         | 56,62       | Danijel Furtula                                                                          | 53,97 PB    |
| Rzut młotem                   | Dzmitry Marshin                                                                    | 71,10       | Roman Rozna                                                              | 70,18 SB    | Bergur Ingi Pétursson                                                                    | 66,79 SB    |
| Rzut oszczepem                | Antoine Wagner                                                                     | 71,69 PB    | Melik Dżanojan                                                           | 70,41       | Dejan Mileusnić                                                                          | 69,71       |

##### Kobiety
| Konkurencja                   | 1. miejsce                                                                 | Rezultat    | 2. miejsce | Rezultat    | 3. miejsce                                                                         | Rezultat       |
| Bieg na 100 m                 | Ramona Papaioannou                                                         | 11,88       | Olga Lenskiy | 11,96       | Diane Borg                                                                         | 11,99          |
| Bieg na 200 m                 | Olga Lenskiy                                                               | 24,26       | Ramona Papaioannou                                                                                                | 24,48       | Diane Borg                                                                         | 24,74          |
| Bieg na 400 m                 | Amalia Sharoyan                                                            | 54,98       | Olesea Cojuhari                                                                                                   | 55,81       | Fjóla Signý Hannesdóttir                                                           | 57,52 PB       |
| Bieg na 800 m                 | Elena Popescu                                                              | 2:10,09     | Meropi Panagiotou                                                                                                 | 2:11,61 PB  | Selma Zrnic                                                                        | 2:12,07 PB     |
| Bieg na 1500 m                | Luiza Gega                                                                 | 4:19,50     | Meropi Panagiotou                                                                                                 | 4:30,30 PB  | Biljana Cvijanović                                                                 | 4:33,71 SB     |
| Bieg na 3000 m                | Sladjana Perunović                                                         | 9:34,24 PB  | Lucia Kimani | 9:37,85 SB  | Natalia Cerches                                                                    | 9:38,86        |
| Bieg na 5000 m                | Gezashign Safarova                                                         | 16:14,92 SB | Sladjana Perunović                                                                                                | 16:25,91 PB | Lucia Kamani                                                                       | 16:51,15 SB    |
| Bieg na 3000 m z przeszkodami | Gezashign Safarova                                                         | 10:01,49 PB | Luiza Gega | 10:02,88    | Biljana Cvijanović                                                                 | 10:23,03 NR PB |
| Bieg na 100 m przez płotki    | Dimitra Arachoviti                                                         | 13,77       | Gorana Cvijetić                                                                                                   | 14,47       | Amaliya Sharoyan                                                                   | 14,61          |
| Bieg na 400 m przez płotki    | Amaliya Sharoyan                                                           | 61,40       | Olga Dor-Dogadko                                                                                                  | 61,97 SB    | Anna Berghii                                                                       | 61,99          |
| Sztafeta 4 × 100 m            | Izrael · Rotem Battat-Golan · Irina Lenskiy · lga Lenskiy · Rita Pogorelov | 46,37       | Islandia · Hrafnhild Eir Hermodsdottir · Hafdís Sigurdjardóttir · Dóróthea Jóhannesdóttir · Dóra Hlín Loftsdóttir | 46,86       | Malta · Charlene Attard · Diane Borg · Rebecca Camilleri · Francesca Xuereb        | 46,96          |
| Sztafeta 4 × 400 m            | Mołdawia · Anna Berghii · Alina Bordea · Olesea Cojuhari · Elena Popescu   | 3:48,08     | Islandia · Hafdís Sigurdjardóttir · Stefanía Valdimarsdóttir · Björg Gunnarsdóttir · Fjóla Signý Hannesdóttir     | 3:48,81     | Armenia · Gayane Bulghadaryan · Anna Telesheva · Amaliya Sharoyan · Lusine Karayan | 3:49,26 NR     |
| Skok wzwyż                    | Danielle Frenkel                                                           | 1,84        | Marija Vuković | 1,81 SB     | Leontia Kallenou                                                                   | 1,78 SB        |
| Skok o tyczce                 | Jillian Schwartz                                                           | 4,10        | Gina Reuland | 3,70 SB     | Ekaterina Abramova                                                                 | 3,45           |
| Skok w dal                    | Rotem Battat                                                               | 6,11        | Hafdís Sigurðardóttir                                                                                             | 5,99 PB     | Nektaria Panayi                                                                    | 5,83 SB        |
| Trójskok                      | Tatiana Cicanci                                                            | 12,98       | Haykanush Beklaryan                                                                                               | 12,83       | Eleftheria Christofi                                                               | 12,48 SB       |
| Pchnięcie kulą                | Anastasia Metskeyev                                                        | 14,86       | Florentia Kappa                                                                                                   | 13,87       | Helga Margrét Thorsteinsdóttir                                                     | 13,69          |
| Rzut dyskiem                  | Natalia Artic                                                              | 51,21       | Zacharoula Georgiadou                                                                                             | 47,96       | Anastasia Metskeyev                                                                | 47,31          |
| Rzut młotem                   | Marina Marghieva                                                           | 67,41       | Paraskevi Theodorou                                                                                               | 60,55 SB    | Pasa Sehić                                                                         | 56,74 SB       |
| Rzut oszczepem                | Ásdís Hjálmsdóttir                                                         | 55,18       | Alexandra Tsisiou                                                                                                 | 50,69       | Kristine Harutyunyan                                                               | 48,02 NR PB    |

#### Klasyfikacja generalna
| Pozycja | Reprezentacja                      | Punkty |
| ------- | ---------------------------------- | ------ |
| 1       | Izrael                             | 490    |
| 2       | Cypr                               | 469    |
| 3       | Mołdawia                           | 440    |
| 4       | Islandia                           | 411    |
| 5       | Bośnia i Hercegowina               | 390    |
| 6       | Azerbejdżan                        | 377    |
| 7       | Armenia                            | 341    |
| 8       | Luksemburg                         | 355    |
| 9       | Malta                              | 270    |
| 10      | Czarnogóra                         | 266    |
| 11      | Macedonia Północna                 | 233    |
| 12      | Reprezentacja małych krajów Europy | 178    |
| 13      | Andora                             | 174    |
| 14      | Gruzja                             | 144    |
| 15      | Albania                            | 93     |

#### Rekordy
Podczas zawodów ustanowiono 4 krajowe rekordy w kategorii seniorów:
| Zawodnik                                                           | Reprezentacja        | Konkurencja                   | Rezultat |
| ------------------------------------------------------------------ | -------------------- | ----------------------------- | -------- |
| Biljana Cvijanović                                                 | Bośnia i Hercegowina | bieg na 3000 m z przeszkodami | 10:23,03 |
| Rebecca Camilleri                                                  | Malta                | skok o tyczce                 | 2,70     |
| Kristine Harutyunyan                                               | Armenia              | rzut oszczepem                | 48,02    |
| Gayane Bulghadaryan Anna Telesheva Amaliya Sharoyan Lusine Karayan | Armenia              | sztafeta 4 × 400 m            | 3:49,26  |